# Robert Davi

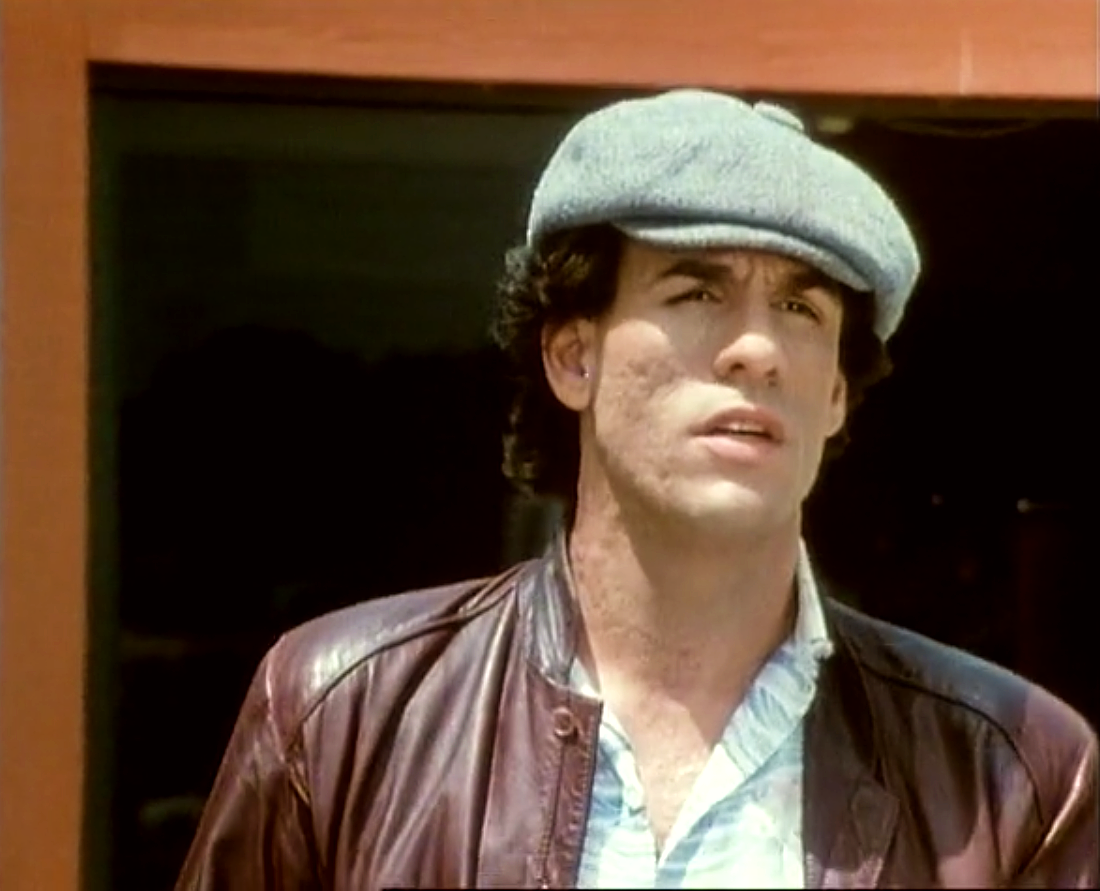
Robert Davi - The Optimist (1983)

Robert John Davi (Nueva York, 26 de junio de 1951) es un actor y cantante estadounidense. Durante su carrera como actor, Davi ha actuado en más de ciento treinta películas. Entre sus trabajos más conocidos se encuentran el cantante de ópera Jake Fratelli en Los Goonies (1985), el veterano de Vietnam y agente especial del FBI Big Johnson en Die Hard (1988), el enemigo de James Bond Franz Sanchez en Licencia para matar (1989), el capitán de policía Phil Heinemann en Depredador 2 (1990), el encargado de un club de striptease Al Torres en Showgirls (1995) y el jefe criminal albanés Goran Vata en The Expendables 3. En televisión, interpretó al agente del FBI Bailey Malone en la serie Profiler (1996-2000).
Davi comenzó su carrera profesional como cantante en 2011. Su primer álbum, titulado Davi Sings Sinatra: On the Road to Romance, alcanzó el número seis en la lista de jazz de Billboard. Elogiado por su voz e interpretaciones vocales, Davi debutó como músico en The Venetian (Las Vegas), seis meses después del lanzamiento del álbum.

## Primeros años
Robert Davi nació en el barrio de Astoria en Queens, Nueva York, hijo de Sal Davi y Maria Rullo. La familia de su madre provenía de Nusco y su padre era originario de Torretta, municipio de Palermo, Sicilia; por este motivo hablaba italiano durante su niñez. Tiene dos hermanas, Yvonne Davi y Michelle Queal. 
Estudió en Seton Hall, una secundaria católica de Patchogue, Nueva York. Posteriormente se graduó en la Universidad Hofstra, a la que asistió debido al importante departamento de actuación de dicha universidad y su única reproducción del teatro The Globe.

## Carrera
Robert Davi, acostumbrado a interpretar papeles de villano o tipo duro, debido a su rostro áspero, cara de malo y su gran estatura (1,89 m), es recordado principalmente por ser el villano Franz Sánchez en la película Licencia para matar (1989) de James Bond, por el papel de agente del FBI Johnson en Die Hard (1988), fue también uno de los malévolos hermanos Fratelli, Jake en Los Goonies (1985), además de ser el malvado "Alacran" en Justicia a ciegas (1994). También es importante su aparición en la serie televisiva Profiler, que se mantuvo en antena durante cinco temporadas.

## Filmografía
| Año  | Película                           | Personaje               | Director                         |
| ---- | ---------------------------------- | ----------------------- | -------------------------------- |
| 1983 | The Optimist                       | Cabbie                  | Peter Ellis                      |
| 1984 | City Heat                          | Nino                    | Richard Benjamin                 |
| 1985 | Los Goonies                        | Jake Fratelli           | Richard Donner                   |
| 1986 | Raw Deal                           | Max Keller              | John Irvin                       |
| 1987 | Wild Thing                         | Chopper                 | Max Reid                         |
| 1988 | Acción Jackson                     | Tony Moretti            | Craig R. Baxley                  |
| 1988 | Die Hard                           | Agente especial Johnson | John McTiernan                   |
| 1988 | Traxx                              | Aldo Palucci            | Jerome Gary                      |
| 1989 | Licencia para matar                | Franz Sanchez           | John Glen                        |
| 1990 | Peacemaker                         | Det. Sgt. Frank Ramos   | Kevin Tenney                     |
| 1990 | Maniac Cop 2                       | Det. Sean McKinney      | William Lustig                   |
| 1990 | Depredador 2                       | Capitán Phil Heinemann  | Stephen Hopkins                  |
| 1990 | Amazon                             | Dan                     | Mika Kaurismäki                  |
| 1991 | Legal Tender                       | Fix Cleary              | Jag Mundhra                      |
| 1991 | Asalto a Beverly Hills             | Robert Masterson        | Sidney J. Furie                  |
| 1992 | Wild Orchid II: Two Shades of Blue | Sully                   | Zalman King                      |
| 1992 | Center of the Web                  | Richard Morgan          | David A. Prior                   |
| 1992 | Cristóbal Colón: el descubrimiento | Martín Pinzón           | John Glen                        |
| 1993 | Maniac Cop III: Badge of Silence   | Det. Sean McKinney      | William Lustig                   |
| 1993 | Night Trap                         | Mike Turner             | David A. Prior                   |
| 1993 | El hijo de la Pantera Rosa         | Hans Zarba              | Blake Edwards                    |
| 1993 | Quick                              | Matthew Davenport       | Rick King                        |
| 1994 | No Contest                         | Sargento Crane          | Paul Lynch                       |
| 1994 | The Dangerous                      | Billy Davalos           | Maria Dante, Rod Hewitt          |
| 1994 | Justicia a ciegas                  | Alacrán                 | Richard Spence                   |
| 1994 | Cops & Robbersons                  | Osborn                  | Michael Ritchie                  |
| 1995 | Codename: Silencer                 | Eddie Cook              | Talun Hsu                        |
| 1995 | Delta de Venus                     | El coleccionista        | Zalman King                      |
| 1995 | Showgirls                          | Al Torres               | Paul Verhoeven                   |
| 1996 | La ley de Las Vegas                | Carlito Escalara        | Nelson McCormick                 |
| 1996 | The Zone                           | Rowdy Welles            | Barry Zetlin                     |
| 1996 | An Occasional Hell                 | Larry Abbott            | Salomé Breziner                  |
| 1997 | The Beneficiary                    | Gil Potter              | Marc Bienstock                   |
| 1998 | The Bad Pack                       | McQue                   | Brent Huff                       |
| 2001 | Soulkeeper                         | Mallion                 | Darin Ferriola                   |
| 2002 | The Hot Chick                      | Stan, padre de April    | Tom Brady                        |
| 2003 | One Last Ride                      | Padre                   | Tony Vitale                      |
| 2005 | In the Mix                         | Fish                    | Ron Underwood                    |
| 2007 | The Dukes                          | Danny                   | Robert Davi                      |
| 2008 | An American Carol                  | Aziz                    | David Zucker                     |
| 2009 | The Butcher                        | Murdoch                 | Jesse V. Johnson                 |
| 2009 | Magic Man                          | Simpson                 | Stuart Cooper                    |
| 2011 | Doonby                             | Sheriff Woodley         | Peter Mackenzie                  |
| 2011 | Kill the Irishman                  | Ray Ferritto            | Jonathan Hensleigh               |
| 2011 | Swamp Shark                        | Sheriff Watson          | Griff Furst                      |
| 2012 | The Iceman                         | Leonard Marks           | Ariel Vromen                     |
| 2013 | A Long Way Off                     | Frank                   | Michael Davis, John Errington    |
| 2013 | Blood of Redemption                | Hayden                  | Giorgio Serafini, Shawn Sourgose |
| 2014 | The Expendables 3                  | Coran Vata              | Patrick Hughes                   |
| 2014 | Tiempo perdido                     | Dr. Xavier Reed         | Christian Sesma                  |
| 2015 | Sicilian Vampire                   | Big Sal                 | Frank D'Angelo                   |
| 2015 | Unas vacaciones perfectas          | Quintín                 | Mark Atkins                      |
| 2016 | Criminal                           | Almirante Lance         | Ariel Vromen                     |
| 2017 | Superando el límite                | Romero                  | Luke Goss                        |
| 2024 | Reagan                             | Leonid Brézhnev         | Sean McNamara                    |